# Роиг, Гонсало
Гонсало Роиг (исп. Gonzalo Roig; 20 июля 1890, Гавана — 13 июля 1970, там же) — кубинский скрипач и композитор.

## Биография
Учился у одного из основоположников музыкального образования на Куба Гаспара Агуэро Баррераса. С 1909 г. играл на скрипке в оркестре гаванского Театра Марти. В 1922 г. вместе с Эрнесто Лекуоной и Сесаром Пересом Сентенатом выступил одним из основателей Гаванского симфонического оркестра, а в 1938 г. основал Гаванскую национальную оперу и стал её первым музыкальным руководителем.
Основу композиторского наследия Роига составляют небольшие оперы — сарсуэлы, из которых наиболее знаменита «Сесилия Вальдес» (исп. Cecilia Valdés; 1932, по повести Сирило Вильяверде), считающаяся наиболее типичным образцом кубинского музыкального театра. Кроме того, широкую известность получила песня «Quiéreme mucho», написанная в 1911 году.